# Холокост в Пружанском районе
Холокост в Пружа́нском районе — систематическое преследование и уничтожение евреев на территории Пружанского района Брестской области оккупационными властями нацистской Германии и коллаборационистами в 1941—1944 годах во время Второй мировой войны, в рамках политики «Окончательного решения еврейского вопроса» — составная часть Холокоста в Белоруссии и Катастрофы европейского еврейства.

## Геноцид евреев в районе
Для осуществления политики геноцида и проведения карательных операций сразу вслед за войсками в район прибыли карательные подразделения войск СС, айнзатцгруппы, зондеркоманды, тайная полевая полиция (ГФП), полиция безопасности и СД, жандармерия и гестапо. Практически сразу они отделяли евреев от остальных жителей и убивали их или загоняли в гетто в рамках осуществления окончательного решения еврейского вопроса.
Во всех крупных деревнях района были созданы районные управы и полицейские гарнизоны из коллаборационистов. Ещё до осени 1941 года во всех населенных пунктах района были назначены старосты.
Оккупационные власти под страхом смерти запретили евреям снимать желтые латы или шестиконечные звезды (опознавательные знаки на верхней одежде), выходить из гетто без специального разрешения, менять место проживания и квартиру внутри гетто, ходить по тротуарам, пользоваться общественным транспортом, находиться на территории парков и общественных мест, посещать школы.
Уже с первых дней оккупации района немцы начали убивать евреев. Подобные «акции» (таким эвфемизмом гитлеровцы называли организованные ими массовые убийства) повторялись множество раз во многих местах. Например, были убиты 30 евреев из Шерешёво, которые до 1942 года прятались в Беловежской пуще.
Многие евреи в Пружанском районе были убиты во время карательной операции нацистов «Припятские болота» (Pripiatsee) или «Припятский марш», проводившейся с 19 июля по 31 августа 1941 года. План этой операции был разработан в штабе войск СС при рейхсфюрере СС Гиммлере и ставил целью отработку и проведение первых массовых убийств евреев войсками СС на территории Беларуси. Непосредственными исполнителями операции были кавалерийская бригада СС, а также 162-я и 252-я пехотные дивизии под общим руководством высшего начальника СС и полиции тыла группы армий «Центр» группенфюрера СС Бах-Зелевского (Целевского).
В тех населенных пунктах, где евреев убили не сразу, их содержали в условиях гетто вплоть до полного уничтожения.
За время оккупации, продлившейся до 17 июля 1944 года, были убиты почти все евреи Пружанского района.

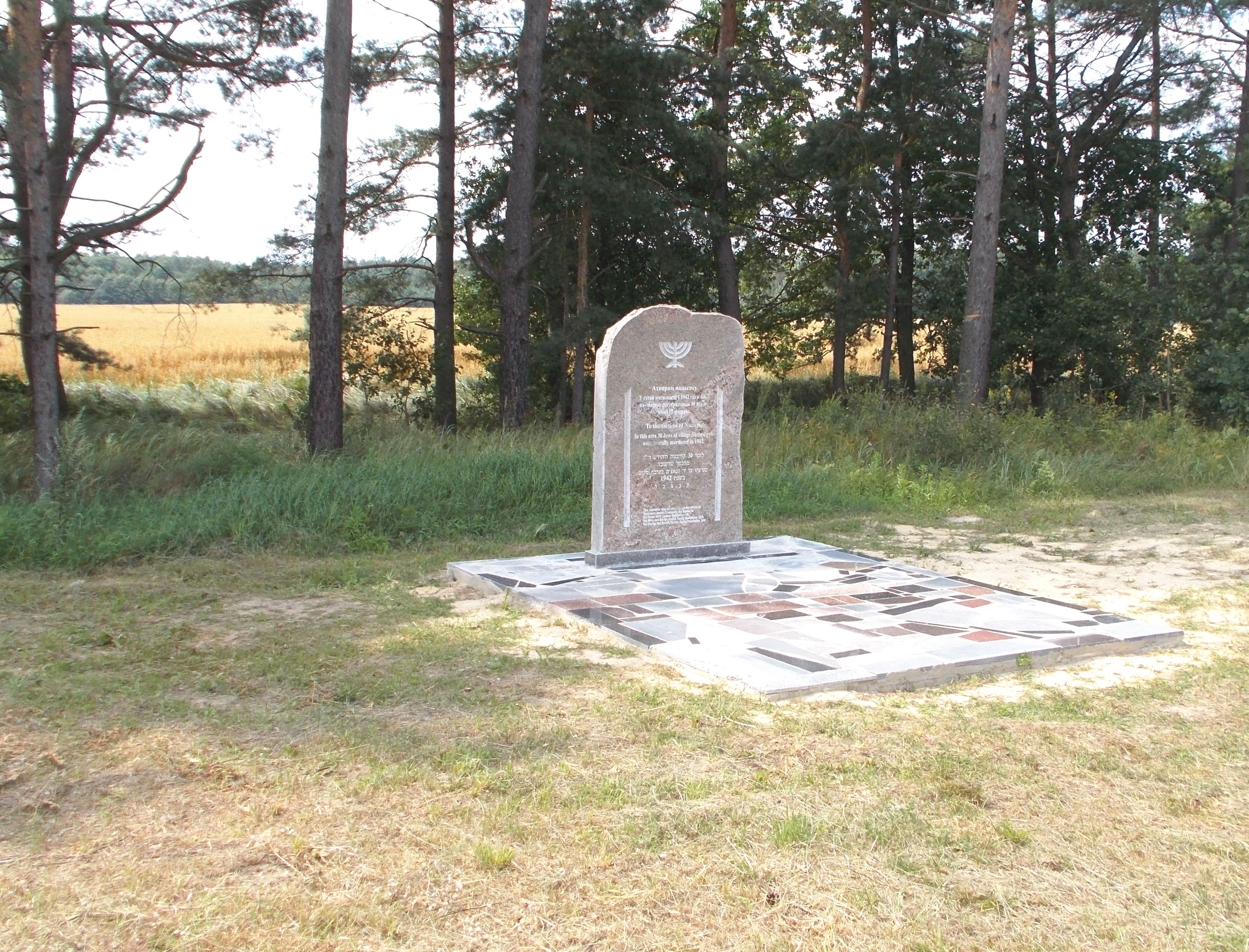
Памятник в Беловежской пуще евреям из Шерешёво, убитым нацистами.

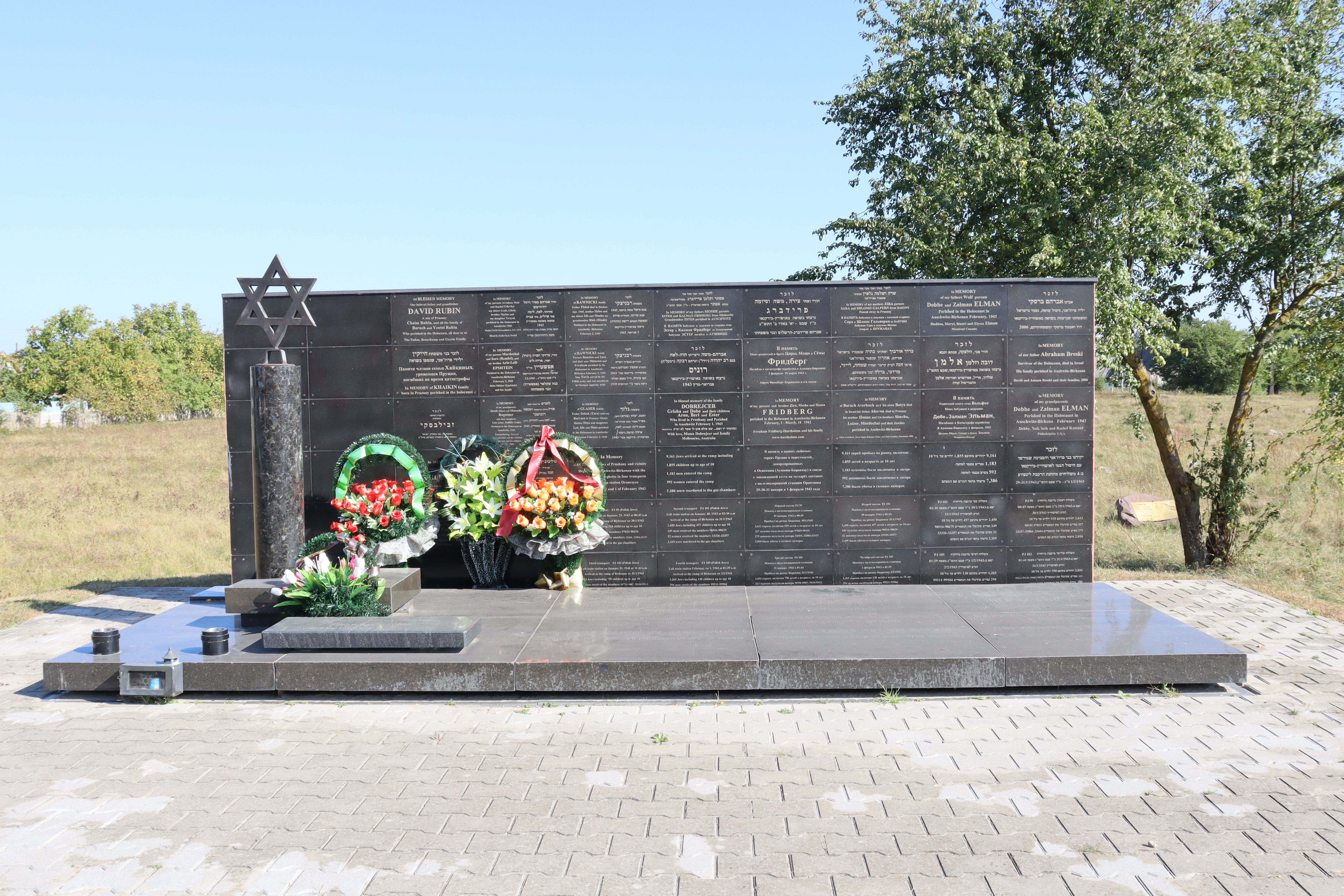
Памятник в Пружанах убитым евреям — жителям Пружан, Березы, Малеча, Шерешево, Сельца, Линово

## Гетто
Реализуя нацистскую программу уничтожения евреев, немцы создавали гетто почти во всех городах и населённых пунктах Беларуси, где проживало еврейское население. Так и в Пружанском районе оккупанты организовали 5 гетто:
- В Линовском гетто (лето 1941 — начало июня 1942) нацистами и коллаборационистами были убиты практически все евреи Линово и Оранчиц.
- В Пружанском гетто (20 октября 1941 — 31 января 1943) нацистами и коллаборационистами были замучены и убиты более 10 000 евреев.
- В Ружанском гетто (осень 1941 — ноябрь 1942) нацистами и коллаборационистами были убиты около 4000 евреев.

### Гетто в Константиново
Деревня Константиново была оккупирована частями вермахта летом 1941 года.
В деревне (местные жители называли её также «колония Константиново») до войны насчитывалось 35 еврейских и 6 белорусских дворов, и население состояло из примерно 184 евреев и 35 белорусов. Гетто в деревне просуществовало до октября (2 ноября) 1942 (до осени 1943) года, когда немцы переправили евреев сначала в Ружаны, а затем в Волковыск, где всех расстреляли. Еврейские дома в деревне остались целыми.
В июле 1944 года при отступлении немцы сожгли Константиново и находящуюся рядом деревню Воля. Деревня Константиново после войны не была восстановлена, а её территория (по крайней мере около половины) считается сейчас деревней Воля (ныне Ружанского поссовета). На месте бывшей деревни у дороги установлена плита с текстом: «В этом урочище была деревня Константиново. В 1944 году она была сожжена, а население расстреляно фашистами».

### Гетто в Лысково
По данным ЧГК (акт № 5 от 10 января 1945 года), гетто в деревне Лысково  просуществовало до 2 ноября 1942 года.
Первое массовое убийство евреев в Лысково было проведено 1 июля 1942 года, убитые были похоронены в братской могиле в деревне Бояры (Зеленевичский сельсовет).
2 ноября 1942 года оставшихся ещё в живых евреев местечка согнали на рыночную площадь, детей погрузили на подводы, а взрослых погнали пешком в Волковыск, убивая отстающих прямо по дороге. Руководил организацией и подготовкой к уничтожению гетто амткомиссар деревни Элерт. В Волковыске обреченных людей непродолжительное время продержали за проволочным ограждением под открытым небом, а потом расстреляли — всего 654 человека.
Опубликован неполный список убитых в Лысково евреев.

## Случаи спасения и «Праведники народов мира»
В Пружанском районе семь человек были удостоены почетного звания «Праведник народов мира» от израильского мемориального института «Яд Вашем» «в знак глубочайшей признательности за помощь, оказанную еврейскому народу в годы Второй мировой войны»:
- Чубак Генефа — за спасение Гольдфайн Ольги в Пружанах[19].
- Пашкевич Анна — за спасение Виршубской Евгении и её дочерей Регины и Ады в Пружанах[20].
- Попко Андрей — за спасение Чарно Нины в Пружанах[21].
- Паук Иван, Анна, Александр и Лидия — за спасение семьи Юдевич в деревне Чахец[22].

## Память
На месте убийства пружанских евреев установлен памятник, а на еврейском кладбище города возведён мемориальный комплекс в память жертв Катастрофы.
В 1 километре к северо-западу от Ружан, в лесу, установлен памятник на братской могиле евреев, подпольщиков и советских военнопленных. В 1965 году на этой могиле был установлен обелиск в память об убитых ружанских евреях.
Памятники жертвам геноцида евреев установлены в Линово, Оранчицах и в Беловежской пуще — евреям из Шерешёво.
Опубликованы неполные списки погибших евреев Пружанского района.